# Jean François Michel
Jean François Michel (* 24. Oktober 1697 in Mechelen; † 1. Februar 1772 in Brüssel) war ein Anwalt und Kaufmann aus Flandern. Bekannt geworden ist er als Schriftsteller und Verfasser eines Expeditionstagebuchs.
Vom 9. September 1752 bis 28. Mai 1754 segelte er an Bord des Schiffes Burg von Emden der Königlich Preußische Asiatische Compagnie (KPAC) von Emden nach Kanton in China. Seine Erfahrungen an Bord schrieb Michel in einem Tagebuch in französischer Sprache nieder („Journal de voiage à la Chine et courte description de la ville d’Embden“). Das Tagebuch, ein bedeutendes Dokument für die Geschichte der Ostfriesischen Schifffahrt, wird seit 1838 in der Königlichen Bibliothek von Belgien in Brüssel aufbewahrt. Eine offenbar wenig beachtete Edition hat der französische Orientalist Henri Cordier im Jahre 1920 vorgelegt.